# HD 203212
HD 203212，又名CP-72 2598，SAO 257920、HR 8159，是一颗恒星，视星等为6.09，位于銀經320.84，銀緯-37.31，其B1900.0坐标为赤經21h 15m 46.4s，赤緯-72° -37.31′ 36″。